# Solanum proteanthum
Solanum proteanthum là loài thực vật có hoa trong họ Cà. Loài này được Bohs miêu tả khoa học đầu tiên năm 1995.